# Kouoptamo
Kouoptamo est une commune du Cameroun située dans la région de l'Ouest et le département du Noun.

## Géographie
Le village de Kouoptamo est situé sur la route départemenatale D66, à 40 km à l'ouest du chef-lieu departemental Foumban. Le lac de retenue de Bamendjing créé en 1974, baigne les confins nord-ouest du territoire communal.
|        | Ndop                      | Bangourain |
| Galim  | Kouoptamo                 | Koutaba    |
| Mbouda | Bafoussam II, Bafoussam I | Foumbot    |

## Histoire
La commune est créée par le décret présidentiel du 25 mai 1993, par démembrement de la commune rurale de Foumbot. 

## Population
Lors du recensement de 2005, la commune comptait 48 772 habitants, dont 8 009 pour Kouoptamo Ville.

## Chefferies traditionnelles
L'arrondissement compte 8 chefferies de 3e degré et trois chefferies traditionnelles de 2e degré reconnues par le ministère de l'administration du territoire et de la décentralisation :
- Chefferie Kouparé
- Chefferie Ngouen Njitapon
- Chefferie Ngouen Njigoumbé

## Organisation
Outre la ville de Kouoptamo, la commune comprend les villages suivants :

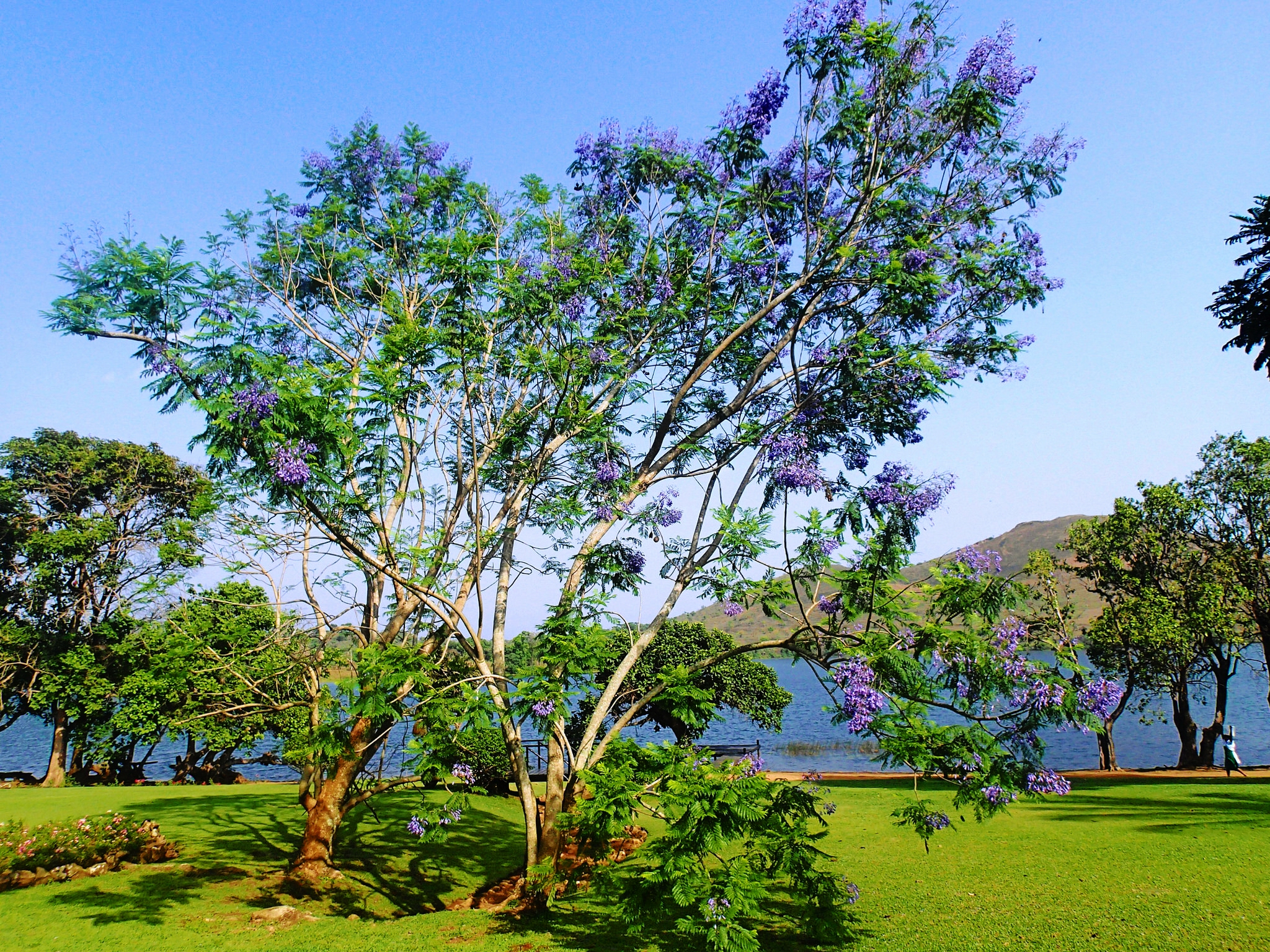
Paysage du lac Petpenoun

- Doumkain
- Coc
- Kouoboum
- Koupara
- Ngambouo
- Ngbetnsouen
- Ngouendam
- Ngouenjingoumbe
- Ngouenjitapon
- Njieamgbie
- Njindoum
- Njissen
- Nkoudoum

## Tourisme et loisirs
Le domaine de Petpenoun, centre de loisirs disposant d'un terrain d'aviation et d'un golf, sur les rives du lac de Petpenoun est situé sur la D66 à 3,7 km au sud-est du village de Kouoptamo.